# 德米特里乌斯·兹沃尼米尔

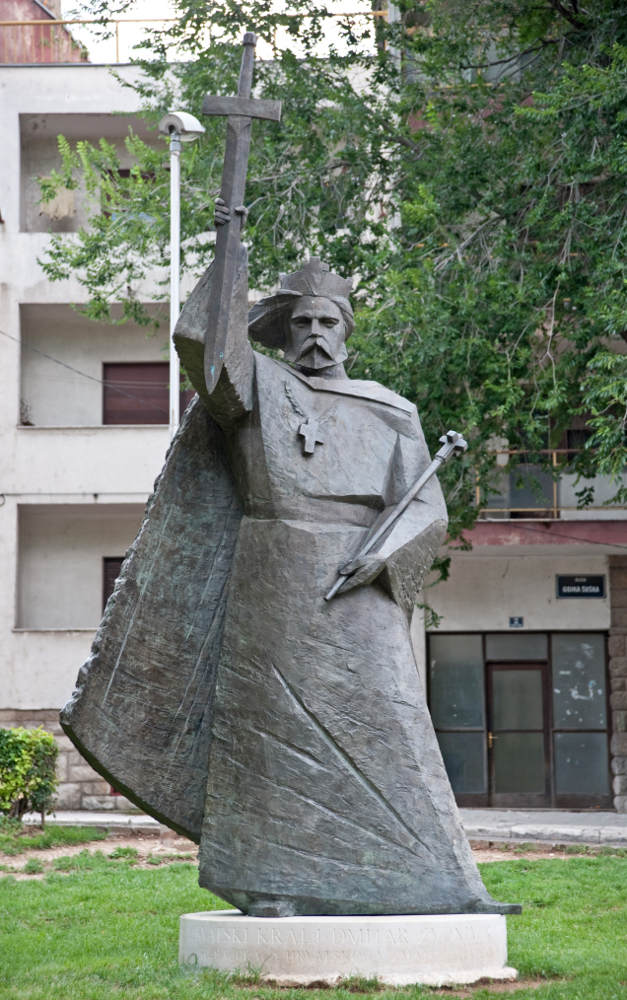
德米特里烏斯·茲沃尼米爾雕像

德米特里乌斯·兹沃尼米尔是1075或1076年至1089年期間的克罗地亚和达尔马提亚国王。兹沃尼米尔曾在1064-1074年间任克罗地亚巴昂，在1075年左右时又获得克罗地亚公爵头衔。他本名“兹沃尼米尔”，在加冕时又在自己的姓之前加上了“德米特里乌斯”这个名字。